# Haemogregarina curvata
Haemogregarina curvata is een soort in de taxonomische indeling van de Myzozoa, een stam van microscopische parasitaire dieren. Het organisme komt uit het geslacht Haemogregarina en behoort tot de familie Haemogregarinidae. Haemogregarina curvata werd in 2006 ontdekt door Hayes, Smit, Seddon, Wertheim & Davies.